# Lerskären

Lerskären är en ögrupp i Söderarms skärgård, Norrtälje kommun. Lerskären består av holmarna Västra och Östra Lerskäret samt skäret Västra Lerskärgrund. På Västra Lerskäret står fyren ”Norra Lerskäret” som tillsammans med kassunfyren Lerskärsgrund märker ut Furusundsleden som passerar norr om Lerskären.